# Sendallo
(dal verbale del 14 aprile 1703)
Il sendallo è una parte del Palio o Bravio, in premio al vincitore della Corsa del Palio di Asti.

## Il Palio
Il Palio deriva dal latino pallium, che era una larga fascia di stoffa, parte del vestiario degli ufficiali statali romani. In seguito venne indossato anche dai dignitari religiosi.
Fin dal Medioevo (la prima data certa è il 1275), il Comune di Asti o la Signoria reggente la città, durante le cerimonie per il santo patrono San Secondo, confezionavano due palii: uno da donare alla Collegiata di San Secondo e l'altro per la corsa. Nel Medioevo infatti, i palii erano due lunghe pezze (molte volte anche di una decina di metri) di tessuto prezioso ricamato d'oro (broccato di Lucca o di Colonia) recanti i simboli del Comune o della Signoria.

Solitamente il loro colore era azzurro, verde o cremisi. Venivano montati come lunghi drappi ed issati su picche di circa tre metri di lunghezza.

## Il sendallo nel dettaglio

Sendallo del 1822

Dal Cinquecento in poi la forma del Palio cambia totalmente, assumendo una foggia che si è conservata sostanzialmente immutata nei secoli fino ai giorni nostri.

Compare il "sendallo", ovvero una tela rettangolare istoriata a forma di labaro di circa 100 per 70 centimetri, confezionata in un tessuto misto seta/cotone, detta di zendale o "sangallo".

A questo stendardo è unito nella sua parte terminale un drappo di tessuto prezioso (appunto il "pallium"), solitamente arrotolato ed un tempo conservato in una cassettina di legno.

Il sendallo è appeso mediante un bastone trasversale con ai lati pomelli e nappe su cui si inserisce un'asta usata per lo spostamento del drappo durante le cerimonie o per issarlo sul balcone del comune prima della corsa.

## I simboli
Sui due sendalli erano presenti: lo stemma del signore reggente la città, in posizione centrale, a destra lo stemma del Governatore, a sinistra quello del Podestà, più in basso ma sempre al centro, lo stemma della città di Asti .
Questa regola venne codificata nel 1656 da Madama Reale Cristina di Francia, vedova di Vittorio Amedeo I di Savoia.

Sul sendallo donato alla Collegiata, al centro venne subito raffigurata anche l'immagine di San Secondo, patrono di Asti, a cavallo, loricato alla romana, reggente con una mano la città e con l'altra la bandiera rosso crociata.

L'immagine del santo venne raffigurata anche sul labaro per la corsa intorno al 1835.

Nel Palio moderno, sul sendallo, è stata mantenuta la raffigurazione di San Secondo a cavallo, lo stemma della città di Asti con il motto ASTE NITET MUNDO SANCTO CUSTODE SECUNDO.